# Qualcuno da ricordare
Qualcuno da ricordare (Someone To Remember) è un film del 1943 diretto da Robert Siodmak.

## Trama
Una donna anziana di cui il figlio scomparve anni prima si rifiuta di muoversi quando il suo edificio residenziale divenne un dormitorio universitario per gli studenti di sesso maschile, perché è convinta che ritornerà un giorno. Continua a vivere nell'edificio dopo che diventa una residenza studentesca, e col tempo arriva un giovane studente in difficoltà che crede sia il proprio nipote. Quando il padre del ragazzo gli fa visita, conosce l'uomo che si è convinto di essere il figlio perduto.